# Mineirinho (criminoso)

José Miranda Rosa, mais conhecido como Mineirinho (1934 — Rio de Janeiro, 1 de maio de 1962) foi um criminoso brasileiro. Descrito como "inimigo número um da polícia carioca", havia sido condenado a 104 anos de prisão por seus crimes e encontrava-se foragido. Foi perseguido por mais de trezentos policiais, mobilizados pelo Detetive Le Cocq, e executado no 1 de maio de 1962, alvejado com treze disparos.
Sua biografia inspirou o filme Mineirinho Vivo ou Morto e o conto Mineirinho, de Clarice Lispector. Em 1977, Lispector declarou que o conto era um de seus textos favoritos e protestou contra a violência policial.

## História
Nasceu em 1934. Na adolescência foi internado no Serviço de Assistência a Menores (SAM) na Escola 15 e na Ilha do Carvalho, de onde fugiu aos dezesseis anos. Mineirinho era punguista e praticava pequenos furtos nos subúrbios ferroviários do Rio de Janeiro quando, aos dezoito anos, foi agredido por passageiros de um trem e jogado nos trilhos. Após se recuperar dos ferimentos, voltou a São João de Meriti e passou a integrar uma quadrilha de pequenos criminosos liderada por "China Preto". Posteriormente a quadrilha recebeu um novo integrante, Jorge 16 (também conhecido como "Moleque 16"), que havia furtado armas automáticas do Exército Brasileiro, incluindo um metralhadora portátil. Com maior poder de fogo, a quadrilha passou a atacar e extorquir os pontos de jogo de bicho da cidade. Mineirinho era tido por ser um bandido sem importância até cometer três homicídios aos vinte anos, ganhando algum reconhecimento no mundo do crime.

### Onda de crimes
Em 9 de fevereiro de 1954 a quadrilha agora liderada por Mineirinho atacou a tiros uma banca de jogo do bicho na divisa entre Meriti e Rio de Janeiro, matando um e ferindo dois funcionários da banca. A escalada do conflito entre a quadrilha de Mineirinho e os bicheiros de São João de Meriti chegou ao auge na manhã de 6 de julho de 1954 quando a quadrilha, formada por Mineirinho, "Ciganinho", Paulo "Gaturama' e Wilson "Crioulo", atacou a "fortaleza" do banqueiro de bicho Waldemar (Baú) em Vilar dos Teles, após o banqueiro não lhes pagar cinco mil cruzeiros. Mineirinho e sua quadrilha roubaram todo o dinheiro do banqueiro e demais objetos encontrados na "Fortaleza". Ao fugir, Mineirinho deixou um bilhete ameaçando Baú de morte caso não pagasse a extorsão.
No mesmo dia a quadrilha de Mineirinho atacou a “fortaleza” do banqueiro de bicho Arnaud Guedes de Amorim (Baiano) em Meriti. No tiroteio que se seguiu, os homens de Baiano conseguiram alvejar “Ciganinho”. Dias depois Mineirinho atacou uma farmácia em Vila Rosali, em plena luz do dia.  A “fortaleza” de Baiano foi atacada uma segunda vez em 12 de julho.
A autoridade policial agia de forma passiva, deixando bicheiros e a quadrilha de Mineirinho se enfrentar pela cidade. Isso mudou quando Mineirinho ampliou as ameaças para os comerciantes de Meriti, incluindo a filial da Caixa Econômica da cidade que foi ameaçada de ataque em 20 de julho de 1954. Com as ameaças, a força policial em Vilar dos Teles e em Meriti foi reforçada e a quadrilha de Mineirinho passou a ser perseguida, com a força policial sendo equipada com armamento pesado, incluindo metralhadoras.
Ainda assim, as operações policiais vazavam e a quadrilha conseguiu escapar de diversos cercos montados, deixando a imprensa a suspeita de haver “espiões” à serviço da quadrilha na força policial. 
Diante do insucesso na perseguição a Mineirinho, a polícia de Meriti passou a fechar bordéis e bancas de jogo do bicho na cidade, chegando a invadir as fortalezas dos banqueiros de jogo do bicho (mesmo que essa repressão prejudicasse a "caixinha da polícia" que era recolhida nesses lugares). A sensação de impunidade fez Mineirinho desafiar o delegado de Meriti Rogério Karp. e afirmar que não o “pegariam vivo”.
Em 4 de agosto o bando de Mineirinho atacou um posto policial em Duque de Caxias, matando dois homens da Força Pública. A partir desse momento, Mineirinho foi declarado inimigo público número um das autoridades e suas ações passaram a ser acompanhadas com maior ênfase pela imprensa. O delegado de Nova Iguaçu  Amil Rechaid passou a defender a execução de Mineirinho, enquanto tentava despistar os jornalistas. A polícia chegou a atirar em carros de reportagem e até a prender os jornalistas Walter Ferreira (O Dia) e Antônio Lemos (Luta Democrática) durante a campana para prender o bando.
Em 11 de agosto de 1954 Mineirinho e sua quadrilha foram presos na Penha. Transferido para a Cadeia Pública de Niterói, Mineirinho fugiu em 23 de fevereiro de 1955. Durante a fuga, um guarda foi morto. Mineirinho foi recapturado no dia seguinte nos arredores da estação Corte 8 pelo delegado de Meriti Rogério Karp. Levado ao tribunal de Meriti para ser julgado. O resultado do primeiro caso terminou com o júri decidindo em 4 a 3 pela absolvição. Em agosto, novo julgamento. Em março de 1956 Mineirinho foi condenado a dezoito anos de prisão, a serem cumpridos na Penitenciária de Niterói. Com outras condenações em dezoito processos julgados no Rio de Janeiro, Niterói e São João de Meriti, sua pena alcançou 108 anos.

### Fuga e execução
Durante seu período na Penitenciária de Niterói, Mineirinho foi submetido a sevícias, praticadas por policiais e carcereiros. Em depoimento ao juiz da 26ª Vara Criminal do Rio de Janeiro, Mineirinho afirmou que um dos soldados mortos no ataque ao posto policial de Duque de Caxias em 4 de agosto de 1954 era filho do comandante do policiamento da Penitenciária de Niterói. O comandante, segundo Mineirinho, aproveitava-se de seu cargo para ordenar torturas e espancamentos como forma de vingança pela morte do filho. Dessa forma, o juiz da 26ª Vara determinou a transferência de Mineirinho para o Manicômio Judicial de Niterói. Ali Mineirinho permaneceu até setembro de 1961 quando conseguiu fugir. Recapturado pelo detetive Perpétuo (conhecido por prender suspeitos e criminosos sem disparar tiros), Mineirinho fugiu novamente do Manicômio Judicial de Niterói em 23 de abril de 1962. Enquanto negociava se entregar, através da imprensa, Mineirinho foi executado com treze tiros em 1 de maio de 1962 por um grupo de policiais ligados ao Esquadrão da Morte. Seu corpo foi encontrado mais tarde naquele dia por jornalistas.